# گوستاف لومبارت
گوستاف لومبارت (۱۰ آوریل ۱۸۹۵–۱۸ سپتامبر ۱۹۹۲) یکی از اعضای عالی‌رتبه اس‌اس در جنگ جهانی دوم بود. در طول جنگ، لومبارت فرماندهی لشکر هشتم سواره‌نظام اس‌اس فلوریان گیر را بر عهده داشت. وی برای عملیات به اصطلاح «ضد حزب» در اطراف کوول که شامل کشتار غیرنظامیان و سوزاندن روستاها بود، دریافت کننده صلیب شوالیه صلیب آهنین بود.
لومبارت در هولوکاست مرتکب کشتار جمعی شد و در زمان حمله آلمان به اتحاد جماهیر شوروی به عنوان افسر فرمانده گروهان ۱ تیپ سواره نظام اس‌اس خدمت کرد. لومبارت در سال ۱۹۴۷ توسط دادگاه نظامی شوروی به جرایم جنگی محکوم شد و در سال ۱۹۵۵ آزاد شد. وی متعاقباً در دهه ۱۹۶۰ توسط دادگاه آلمان غربی محاکمه شد و بی‌گناه شناخته شد.

## اوایل زندگی
لومبارد در کلاین اشپیگلبرگ، نزدیک پرنتزلاو، استان براندنبورگ، آلمان متولد شد. پس از مرگ پدرش در سال ۱۹۰۶ وی در سال ۱۹۱۳ به دیدار اقوام خود در ایالات متحده رفت و در آنجا از دبیرستان فارغ‌التحصیل شد و تحصیل در رشته زبان‌های مدرن را در دانشگاه میزوری آغاز کرد. پس از پایان جنگ جهانی اول او در پاییز ۱۹۱۹ به آلمان بازگشت و در امریکن اکسپرس و شرکت موتور کرایسلر در برلین کار کرد.
لومبارد پس از به قدرت رسیدن نازی‌ها در سال ۱۹۳۳ به حزب ناسیونال سوسیالیست کارگران آلمان و اس‌اس پیوست و به عضویت اس‌اس - سواره نظام درآمد. وی در نقش مربی در باشگاه اسب سوار اس‌اس، با یواخیم پایپر، یار آینده هاینریش هیملر، که قرار بود در طول و بعد از جنگ جهانی دوم با او در تماس باشد، آشنا شد. 
پس از مدت کوتاهی در ورماخت در سراسر تهاجم آلمان به لهستان لومبارد در دسامبر ۱۹۳۹ به عنوان فرمانده دسته سوم جمجه سوار-اس‌اس ارتقا یافت و در این کار در ۷ آوریل ۱۹۴۰ به او دستور داده شد تا منطقه را اشغال و شکار کند. از کرولوویچ در نزدیکی ورشو در لهستان، جایی که او دستور داد در صورت مقاومت، هر مرد غیر آلمانی بین ۱۷ تا ۶۰ سال را بکشد. هرمان فگلاین، فرمانده جمجه سوار-اس‌اس-استاندارد۱، پس از آن گزارش ۲۵۰ نفر اعدام شده در سراسر این اعزام را ارایه کرد.

## عملیات بارباروسا
در پایان ژوئیه ۱۹۴۱ لومبارد فرمانده گروهان سوار شده هنگ یک سواره نظام اس اس بود که در شرق برست، بلاروس مستقر شد، جایی که او ادعا می‌کند برای اولین بار از اصطلاح "آریایی‌سازی " استفاده می‌کند.

### عملیات تنبیهی "باتلاق‌های پریپیات
در ۱۹ ژوئیه ۱۹۴۱، به دستور هیملر، هنگهای سواره نظام ۱ و ۲ اس‌اس به فرماندهی کل ارشدرهبر اس‌اس و پلیس اریش فون دم باخ-زلوسکی منصوب شدند. آنها که در تیپ سواره نظام اس‌اس به فرماندهی هرمان فگلاین ترکیب می‌شدند، باید در منطقه مرداب‌های پریپت، منطقه وسیعی از زمین که مناطقی از بلاروس و اوکراین شمالی را پوشش می‌داد، در این عملیات شرکت کنند. این اقدام به عملیات تنبیهی "مرداب‌های پریپیات" معروف شد در ژوئیه و اوت ۱۹۴۱ توسط نیروهای ترکیبی اس‌اس و ورماخت به عنوان "شانه زدن سیستماتیک" منطقه برای یهودیان، "پارتیزان هاً و سربازان ارتش سرخ انجام شد. تاریخ شروع عملیات ۲۸ ژوئیه ۱۹۴۱ در نظر گرفته شده‌است. 
دستورالعملهای کلی برای «پاکسازی» منطقه از پارتیزانها و همیاران یهودی داده شد. قرار بود زنان و کودکان یهودی رانده شوند. هرمان فگلاین این دستورات را چنین تفسیر کرد: سربازان دشمن با لباس متحدالشکل اسیر می‌شدند و کسانی که از لباس خارج شده بودند باید تیرباران شوند. مردان یهودی، به استثنای چند کارگر ماهر مانند پزشکان و کارگران چرم، مورد اصابت گلوله قرار می‌گیرند. فاگلین قلمرو را به دو بخش تقسیم شده توسط رودخانه پریپیات تقسیم کرد، و گروهان اول لومبارد، نیمه شمالی و هنگ دوم را به فرماندهی فرانتس مگیل، نیمه شمالی را گرفت. 
در تاریخ ۱ آگوست، هاینریش هیملر با اریش فون دم باخ-زلوسکی و فگلاین در مینسک دیدار کرد، جایی که هیملر دستور داد که "باید همه یهودیان را تیرباران کرد. یهودیان زن را به داخل باتلاق‌ها سوق دهید. پس از دیدار، فاگلین به مردان خود توصیه کرد که هیملر به وی گفت که "برخورد بدون مصالحه" در برخورد با دشمن یهود ضروری است. وی به آنها یادآوری کرد که با هر فرمانده ای که ضعف نشان دهد برخورد سختی خواهد داشت.  پیتر لونگریچ مورخ متذکر می‌شود که بیشتر دستورها برای انجام فعالیتهای جنایتکارانه مانند قتل غیرنظامیان مبهم بوده و در اصطلاحاتی که برای اعضای رژیم معنای خاصی داشت، مطرح شده‌اند. به رهبران توجیهی داده شد که همه یهودیان به عنوان دشمنان بالقوه ای که باید با آنها بی رحمانه برخورد شود، دیده می‌شوند. 
ستاد فرماندهی عملیات تفسیر خاص خود را در مورد دستورات اعمال کرد. عصر اول آگوست، لومبارد به نیروهای خود اطلاع داد که «در آینده یک مرد یهودی زنده نخواهد ماند، و نه یک خانواده در روستاها.» در روزهای بعد، وی «اقدام جدیدی را شرح داد که در آن همه یهودیان، از جمله زنان و کودکان، با استفاده لیبرال از سلاح‌های خودکار کشته شدند» (تأکید در اصل).  
تا ۱۱ آگوست لومبارد گزارش داد که ۱۱۰۰۰ مرد، زن و کودک کشته شده‌اند - هر روز بیش از ۱۰۰۰ نفر. واحد وی همچنین ۴۰۰ سرباز پراکنده شوروی را به قتل رساند. مگیل ظاهراً آنقدر پرانرژی نبود، زیرا در ۱۲ اوت مجبور شد توضیح دهد که «غارتگران» یهودی را به‌طور کامل ریشه کن نکرد زیرا «باتلاق‌ها به اندازه کافی عمیق نبودند». 
تا ۱۳ آگوست، نیروهای ترکیبی گزارش دادند که ۱۳۷۸۸ «غارتگر» کشته شده‌است، تنها ۷۱۴ نفر به اسارت درآمده اند. در همان زمان، کل تیپ سواره نظام اس اس ۴۰۰۰ نفری متحمل ۲ کشته و ۱۵ زخمی شد. گزارش نهایی فاگلین در مورد این عملیات، به تاریخ ۱۸ سپتامبر ۱۹۴۱، حاکی از آن است که آنها ۱۴۱۷۸ یهودی، ۱۰۰۱ پارتیزان، ۶۹۹ سرباز ارتش سرخ را با ۸۳۰ زندانی اسیر و ۱۷ کشته، ۳۶ زخمی و ۳ مفقود کشته‌اند.   مورخ، هنینگ پیپر، تعداد واقعی یهودیان کشته شده را نزدیک به ۲۳۷۰۰ نفر تخمین زد.  بنابراین واحدهای فاگلین در اولین هولوکاست بودند که تمام جوامع یهودیان را نابود کردند. 
غیرت و ابتکار لمبارد در حالی که به درجه فرماندهی گروهان ارتقا یافت، مورد توجه قرار گرفت، در حالی که ماگیل حضور نداشت و خود را دید که به زودی به یک پست غیر مهم منتقل شد.   در ۳ سپتامبر ۱۹۴۱، لومبارد به دلیل «شجاعت در جنگ» درجه ۱ صلیب آهن را دریافت کرد.

### کنفرانس موگیلف
با وجود تهدید کم شورشیان در عقب در ماه‌های اول حمله، دکترین تهاجمی امنیتی عقب ورماخت و استفاده از «خطر» غیرنظامی به عنوان پوششی برای سیاست‌های نسل‌کشی، منجر به همکاری نزدیک ارتش و دستگاه‌های امنیتی در پشت جبهه شد. خطوط یکی از نمونه‌های چنین همکاری یک کنفرانس درست سه روز در شهر سازمان یافته بود موگیلف از توسط ژنرال ماکس فون شنکنندورف، رئیس گروه ارتش مرکز عقب منطقه، برای ایجاد یک «تبادل تجارب، به نفع فرماندهان واحد عقب ورماخت» اعزام شد. افسران شرکت کننده بر اساس «دستاوردهای» آنها در عملیات قبلاً انتخاب شده‌اند.  
این کنفرانس در ۲۴ سپتامبر آغاز شد و «مبارزه با پارتیزان‌ها» (Bekämpfung von Partisanen) بود. گفتگوهای ارائه شده شامل ارزیابی سازمان و راهبردهای «راهزن» شوروی بود. چرا لازم بود بلافاصله پس از دستگیری کمیسرهای سیاسی اعدام شوند؟ و ارتباط یهودیان و پارتیزانها. علاوه بر لومبارد، سخنرانان شامل: عالی اس اس و رهبر پلیس اریش فون دم باخ زلوسکی بودند. ماکس مونتوا، فرمانده مرکز هنگ پلیس هرمان فگلاین، فرمانده تیپ سواره نظام اس اس. آرتور نبی، فرمانده آینزاتس‌گروپن بی؛ و دیگران بودند.  
این کنفرانس شامل سه تمرین میدانی بود. در روز دوم، شرکت کنندگان به شهرک Knyazhichi (Knjaschitschi در ترجمه آلمانی) سفر کردند. طبق گزارش پس از اقدام، «غریبه‌های مشکوک» (Ortsfremde)، «حزب گراها» یافت نشد، اما غربالگری جمعیت ۵۱ غیرنظامی یهودی را نشان داد. از این تعداد، ۳۲ نفر مورد اصابت گلوله قرار گرفتند؛ بنابراین هدف شرکت کنندگان در کنفرانس هدف قرار دادن پیش فرض یهودیان به عنوان بخشی از جنگ ضد حزب بود. به گفته دادگاه آلمان غربی پس از جنگ، این کنفرانس اگرچه در ظاهر «آموزش ضد حزبی» بود، اما در واقع وسیله ای «برای ترویج نابودی یهودیان به دلایل نژادی» بود. این کنفرانس افزایش چشمگیر خشونت علیه یهودیان و غیرنظامیان دیگر را در سه ماه آخر سال ۱۹۴۱ نشان داد. 

## جنگ بعدی
در ۱۵ ژانویه ۱۹۴۴، لومبارد به عنوان رئیس ستاد Stossgruppe von dem Bach منصوب شد، یک واحد حمله سریع استقرار تحت فرماندهی باخ-زالوسکی. این واحد برای دفاع از کوول تأسیس شد و از هجدهمین هنگ سواره نظام اس اس و گروهان توپخانه، پیشگامان و اسلحه‌های حمله تشکیل شد. از مارس ۱۹۴۴، این واحد عملیات دفاعی و ضد ضربات را علیه هر دو تشکیلات حزب در عقب و نیروهای ارتش سرخ که سعی در محاصره شهر داشتند، انجام داد. در طی عملیات کول، گفته می‌شود که نیروهای SS و پلیس در منطقه اطراف خود با اعمال وحشیانه، غیرنظامیان را به گلوله بستند و روستاها را به آتش کشیدند. 

## پس از جنگ
لومبارد در آوریل ۱۹۴۵ در اتحاد جماهیر شوروی اسیر جنگ شد و در سال ۱۹۴۷ به ۲۵ سال زندان به عنوان جنایتکار جنگ محکوم شد. در سال ۱۹۵۵ پس از مذاکره صدراعظم کنراد آدنوئر برای آزادی اسیران جنگی آلمان و جنایتکاران جنگ از اتحاد جماهیر شوروی به آلمان غربی بازگشت. وی در دهه ۱۹۶۰ توسط دادگاه آلمان غربی محاکمه شد. پرونده دادگاه یک دهه به طول انجامید و به محکومیت منجر نشد.
لومبارد برای شرکت بیمه آلیانز در مونیخ کار می‌کرد. وی در سال ۱۹۹۲ در ۹۷ سالگی در مولدورف درگذشت.

## جوایز
- کرمان آلمان در ۱۱ فوریه ۱۹۴۳ به عنوان SS- اوبراشتورمبانفورر در Reiter-هنگ 1. /SS-Kavallerie-Division [۱۰]
- Cross of the Cross of Iron در ۱۰ مارس ۱۹۴۳ به عنوان SS- Obersturmbannführer و فرمانده SS-Kavallerie-هنگ 1 [۱۱]

### استناد
1. ↑  Martin Cüppers, „Vorreiter der Shoah, Ein Vergleich der Einsätze der beiden SS-Kavallerieregimenter im August 1941“ in Timm C. Richter: „Krieg und Verbrechen“, Meidenbauer Martin Verlag 2006, شابک ‎۳−۸۹۹۷۵−۰۸۰−۲
2. 1 2 3 4 5  Parker 2014.
3. 1 2 3 4 5  Pieper 2015.
4. ↑  Longerich 2010.
5. 1 2 3 4 5  Beorn 2014.
6. ↑  Martin Cüppers, "Vorreiter der Shoah, Ein Vergleich der Einsätze der beiden SS-Kavallerieregimenter im August 1941" in Timm C. Richter: "Krieg und Verbrechen", Meidenbauer Martin Verlag 2006, شابک ‎۳−۸۹۹۷۵−۰۸۰−۲
7. ↑  Miller 2006.
8. ↑  Boog et al. 1998.
9. 1 2  Blood 2006.
10. ↑  Patzwall & Scherzer 2001.
11. ↑  Scherzer 2007.